# Tetramorium furtivum
Tetramorium furtivum är en myrart som först beskrevs av Arnold 1956.  Tetramorium furtivum ingår i släktet Tetramorium och familjen myror. Inga underarter finns listade i Catalogue of Life.